# Luis Javier Benavides Orgaz
Luis Javier Benavides Orgaz (Villacarrillo, Jaén, 9 de enero de 1951- Madrid, 24 de enero de 1977) fue un abogado laboralista español que murió asesinado en el bufete laboralista donde trabajaba, situado en la calle Atocha de Madrid número 55, en la llamada matanza de Atocha a manos de pistoleros ultraderechistas.

## Biografía
Benavides era hijo de Pablo Benavides Gómez-Arenzana y de María Mercedes Orgaz Lafuente, hija a su vez del general franquista Luis Orgaz Yoldi. Uno de sus hermanos mayores era el político y diplomático Pablo Benavides, que ocuparía posteriormente una serie de puestos en varias embajadas. Luisja, como era apodado, estudió en el colegio Nuestra Señora del Recuerdo. La educación jesupta que le fue proporcionada por los enseñantes de esta institución, especialmente por dos curas con los que Benavides tuvo una especial relación, Ramón Arrizabalaga y Ángel Sánchez del Nozal, fue clave en la adquisición de una importante conciencia, de carácter religioso, que le llevó a visitar algunos de los barrios más necesitados de Madrid, como La Celsa, El Pozo del Tío Raimundo o El Pozo del Huevo, cuando aún estaba en el colegio. 
Benavides estudió la carrera de Derecho y Empresariales en ICADE, y en diciembre de 1976, se afilió al PCE. Tras terminar la carrera, comenzó a trabajar en el despacho de abogados laboralistas que Manuela Carmena tenía en el número 55 de la calle Atocha de Madrid. Mantuvo una relación sentimental con la también abogada Elisa Maravall, que trabajaba en otro de los despachos de abogados laboralistas de Madrid, situado en la calle Españoleto, dirigido por Cristina Almeida.
El 24 de enero de 1977, en un momento de especial tensión por la sucesión de asesinatos en aquellos días, fue asesinado en el despacho en el que trabajaba. El grupo de abogados que trabajaba en el despacho de Atocha 55 se encontraba esperando al comienzo de una nueva reunión cuando sonó el timbre. Luis Javier Benavides fue quien se levantó a abrir la puerta a los pistoleros. Tras el tiroteo, Benavides no sobrevivió, e ingresó cadáver en un hospital madrileño. Años después de aquel atentado, se le dedicó una placa en un parque de su localidad natal. Se le veló en una ceremonia privada, y fue enterrado en el Cementerio de San Isidro. 
El abogado y político José Bono, amigo de Pablo Benavides y entonces miembro del PSP, asumió la representación judicial de la familia Benavides durante el juicio por la Matanza de Atocha que se celebró en 1980.

## Homenajes
El 11 de enero de 2002, el Consejo de Ministros le concedió a título póstumo la Gran Cruz de la Orden de San Raimundo de Peñafort.